# Yvonne Murray
Yvonne Murray (Musselburgh, 4 oktober 1964) is een atleet uit het Verenigd Koninkrijk.
Murray nam op de Olympische Zomerspelen van Seoul in 1988 deel aan het onderdeel 3000 meter, waar ze de bronzen medaille behaalde.
Op de Olympische Zomerspelen van Barcelona in 1992 liep ze wederom de 3000 meter, en werd ze achtste in de finale.
Op de Wereldkampioenschappen indooratletiek 1993 werd Murray indoor-wereldkampioene op de 3000 meter, in een tijd van 8.50,55.

## Persoonlijk record
| Onderdeel | Resultaat | Jaar |
| --------- | --------- | ---- |
| 1500 m    | 4.01,20   | 1987 |
| 3000 m    | 8.29,02   | 1988 |
| 5000 m    | 14.56,94  | 1995 |

| Onderdeel | Resultaat | Jaar |
| --------- | --------- | ---- |
| 800 m     | 2.04,01   | 1987 |
| 3000 m    | 8.46,06   | 1987 |

- World Athletics: 14275871